# سن فاتوکیو
سن فاتوکیو (به ایتالیایی: Sanfatucchio) یک منطقهٔ مسکونی در ایتالیا است که در کاستیلیونه دل لاگو واقع شده‌است. سن فاتوکیو ۶۴۴ نفر جمعیت دارد و ۳۰۱ متر بالاتر از سطح دریا واقع شده‌است.